# 일반특혜
일반특혜(一般特惠)는 모든 선진국이 모든 개발도상국과 후진국의 수출품을 무차별하게 관세상 우대하는 제도이다. 1968년의 유엔무역개발회의(UNCTAD) 제2차 회의 이후에 논의의 대상이 되었고 특혜의 대상을 공업 제품·반제품에 한정하느냐, 농산 가공품도 포함하느냐를 둘러싸고, 선행(先行) 저개발국과 후행 저개발국 사이에서 이해가 일치하지 않았다.